# Silvio Curto
Silvio Curto (20 août 1919 - 24 septembre 2015) est un égyptologue italien.

## Biographie
Né en 1919 à Bra, dans le Piémont, Curto obtient sa licence en archéologie romaine en 1941. Après la guerre, il devient inspecteur pour la Soprintendenza alle Antichità Egizie et en 1964, il est nommé directeur du Museo Egizio de Turin, charge qu'il occupe jusqu'en 1984. Pendant son mandat, le musée a été considérablement rénové et, depuis 1969, il est doté d'une grande bibliothèque,.
Entre 1961 et 1969, Curto a dirigé l'équipe italienne d'archéologues qui a participé à l'effort international de relocalisation des temples d'Abou Simbel, menacés par la construction du haut barrage d'Assouan. L'Italie a reçu en cadeau le petit temple d'Ellesiya, construit à l'origine par Thoutmôsis III pour le dieu Horus, qui a été reconstruit par Curto en 1970 à l'intérieur du Museo Egizio de Turin, où il se trouve toujours.
De 1964 à 1989, il a enseigné l'égyptologie à l'université de Turin. Il a également contribué à diverses collections égyptiennes à travers l'Italie, comme la rénovation de celle du Museo Civico Archeologico de Bologne en 1961 et la cofondation du musée égyptien de Milan en 1972.
Curto meurt le 24 septembre 2015 à Turin, à l'âge de 96 ans. En 2016, le directeur du Museo Egizio Christian Greco a donné son nom à la bibliothèque du musée en son honneur.